# Malý partyzán
Malý partyzán je černobílý dětský film.

## Základní údaje
- Československo, 1950, 97 minut, černobílý, dětský
- námět: Václav Vaňátko (divadelní hra)
- scénář: Jiří Cirkl, Pavel Blumenfeld
- režie: Pavel Blumenfeld

## Exteriéry
- Skalní město u Teplic nad Metují
- Teplice nad Metují
- Úpice

## Hrají
- Vladimír Janura … Hanuš
- Marie Kautská … Hanušová
- Josef Šlosar … Jenda
- Vladimír Bejval … Jirka
- Dana Ingvortová … Milenka
- Felix le Breux … dr. Ruml
- Jaroslav Raušer … Schulze
- František Šec … Bohne
- Eduard Dubský … von Stauffen
- Josef Elsner … Paulik
- Irena Fabiánová … Pauliková
- Jiří Kadleček … Adi Paulik
- Mirka Langová … Pepinka
- Dagmar Týmlová … Lída
- Hynek Němec … Coufal
- Oldřich Vykypěl … velitel partyzánů
- Otto Čermák … řídící
- Terezie Brzková … Berta
- Jan Matýsek … Bárta
- Blažena Slavíčková … pacientka v čekárně
- Eva Jiroušková … Nováková
- Josef Maršálek … nadporučík Rudi
- Arnošt Mirský … role neurčena
- Josef Šťastný … učitel
- Karel Fořt … velitel SS
- Antonín Holzinger … Kremlík
- Bohuslav Ličman … role neurčena
- Igor Michajluk … partyzán
- Otakar Brousek st. … dělník Hrubeš